# Хабіб Ашур
Хабіб Ашур (араб. الحبيب عاشور) (народився 25 лютого 1913 року в місті Аббасія на островах Керкенна - 14 березня 1999) — туніський профспілковий лідер. Віце-президент Міжнародної конфедерації вільних профспілок.
Був одним з найближчих прихильників Хабіба Бурґіби, який у 1956 році привів Туніс до незалежності. У 1946 році Ашур був одним із засновників «Всезагального туніського об'єднання праці» (ВТОТ). 5 серпня 1947 року поранений під час битви повстанців з французькими військами. Кілька разів був заарештований і поміщений у в'язницю, як до, так і після незалежності Тунісу в 1956, в тому числі після загального страйку у "Чорний четвер" 26 січня 1978 року. Був тричі президентом ВТОТ: 1963-1965, 1970-1981 і 1984-1989. У 1956 році короткочасно відколовся від ВТОТ, програвши на VI з'їзді боротьбу за посаду генерального секретаря Ахмеда Бен Салаха і створивши конкуруючу Туніську профспілку робітників.